# Euonymus wrayi
Euonymus wrayi là một loài thực vật có hoa trong họ Dây gối. Loài này được King mô tả khoa học đầu tiên năm 1896.